# يان مونرو (ملحن)
يان مونرو (بالإنجليزية: Ian Munro)‏ هو معلم موسيقى وملحن وعازف بيانو أسترالي، ولد في 10 يونيو 1963 في ملبورن في أستراليا.

## وصلات خارجية
- يان مونرو على موقع ميوزك برينز (الإنجليزية)
- يان مونرو على موقع ديسكوغز (الإنجليزية)